# Recea (Căteasca), Argeș
Recea (în trecut, Zeama Rece) este un sat în comuna Căteasca din județul Argeș, Muntenia, România.